# Ischnothele
Ischnothele es un género de arañas migalomorfas de la familia Dipluridae. Se encuentra desde el sur de Estados Unidos hasta Argentina.

## Lista de especies
Según The World Spider Catalog 11.5:
- Ischnothele annulata Tullgren, 1905
- Ischnothele caudata Ausserer, 1875
- Ischnothele digitata (O. Pickard-Cambridge, 1892)
- Ischnothele garcia Coyle, 1995
- Ischnothele goloboffi Coyle, 1995
- Ischnothele guianensis (Walckenaer, 1837)
- Ischnothele huambisa Coyle, 1995
- Ischnothele indicola Tikader, 1969
- Ischnothele jeremie Coyle, 1995
- Ischnothele longicauda Franganillo, 1930
- Ischnothele reggae Coyle & Meigs, 1990
- Ischnothele xera Coyle & Meigs, 1990